# Stará čeština
Stará čeština (staročeština) označuje nejstarší fázi češtiny doloženou v písemných památkách. Fáze se vymezuje první polovinou 12. století, kdy stará čeština navazuje na pračeštinu, a koncem 15. století, kdy nastupuje doba střední češtiny.
Raná fáze staré češtiny trvala do konce 13. století. V této době se ještě čeština objevuje značně torzovitě (na glosách a přípiscích), na začátku 13. století poprvé ve větách (zakládací listina litoměřické kapituly). Střední stará čeština je vymezována 14. stoletím, během kterého se objevila již větší psaná díla (Dalimilova kronika, Rožmberská kniha, v druhé polovině působí Tomáš Štítný ze Štítného). Posledním obdobím je čeština doby husitské (15. století).

### Slovníky
- Slovník staročeský – v letech 1903–1913 vydal dva svazky Jan Gebauer (hesla a–netbalivost).
- Staročeský slovník – mezi lety 1968–2004 vydal Ústav pro jazyk český 26 sešitů (hesla na–při).
- KAMIŠ, Adolf – BĚLIČ, Jaromír – KUČERA, Karel. Malý staročeský slovník. Praha: Státní pedagogické nakladatelství, 1979.
- Elektronický slovník staré češtiny – doplňuje Slovník staročeský i Staročeský slovník a vychází na Vokabuláři webovém od roku 2006[1].

### Gramatiky
- GEBAUER, Jan. Historická mluvnice jazyka českého
  - díl I. Hláskosloví (1894, 2. vydání 1963 s doplňky Miroslava Komárka)
  - díl III. Tvarosloví 1. Skloňování (1896, 2. vydání 1960), 2. Časování (1898)
  - díl IV. Skladba (1929, k vydání upravil František Trávníček, reprint 2007 ISBN 978-80-200-1557-0)
- LAMPRECHT, Arnošt; ŠLOSAR, Dušan; BAUER, Jaroslav. Historická mluvnice češtiny. Praha: SPN, 1986. 423 s.

## Vzorový text
Otčenáš (modlitba Páně):
Otče náš, jenž jsi v nebesiech,
osvěť sě jmě tvé,
přiď královstvie tvé,
buď vóle tvá
jako v nebi, i v zemi.
Chléb náš vezdajší
daj nám dnes
i odpusť nám našě vinny,
jako i my odpúščiemy svým vinníkóm.
I neuvoď nás u pokušenie,
ale zbav ny ote zlého.
Amen.